# Гостинне (Кропивницький район)
Гости́нне (Васине, Васовка) — село в Україні, у Дмитрівській сільській громаді Кропивницького району Кіровоградської області. Населення становить 294 осіб. Орган місцевого самоврядування — Дмитрівська сільська рада.

## Географія
Селом протікає річка Рудка.

## Історія
Село засноване у 1760 році сербським дворянином Васою Симичем під час створення військово-поселенської території Нова Сербія, від його імені пішла перша назва селища — Васовка. Назва села неодноразово змінювалась, допоки не виникла нинішня назва — Гостинне.

## Населення
Згідно з переписом УРСР 1989 року чисельність наявного населення села становила 356 осіб, з яких 169 чоловіків та 187 жінок.
За переписом населення України 2001 року в селі мешкало 287 осіб.

### Мова
Розподіл населення за рідною мовою за даними перепису 2001 року:
| Мова       | Відсоток |
| ---------- | -------- |
| українська | 90,48 %  |
| російська  | 8,84 %   |
| вірменська | 0,34 %   |
| угорська   | 0,34 %   |

## Галерея

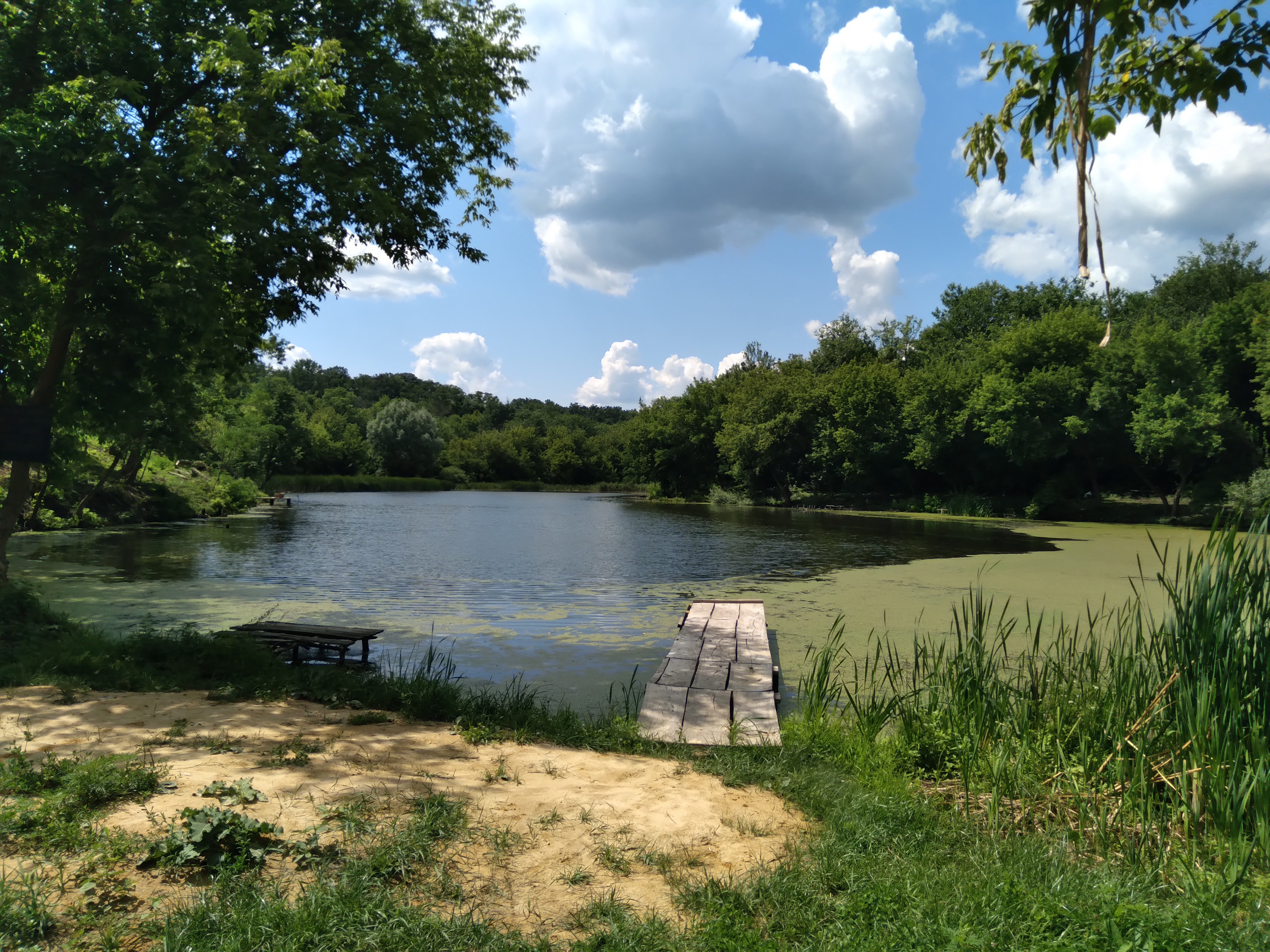
ставок у селі
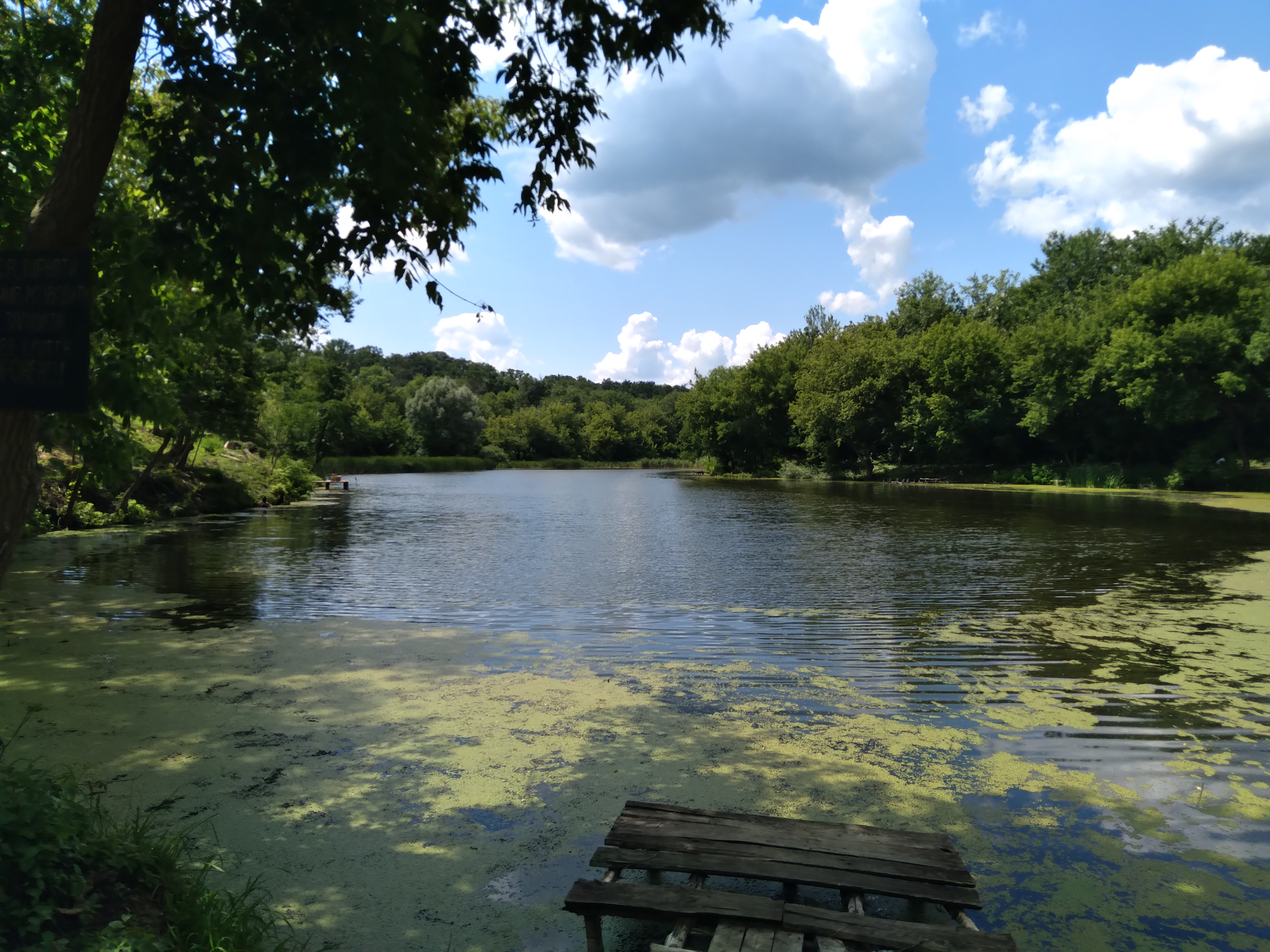
ставок на р.Рудка
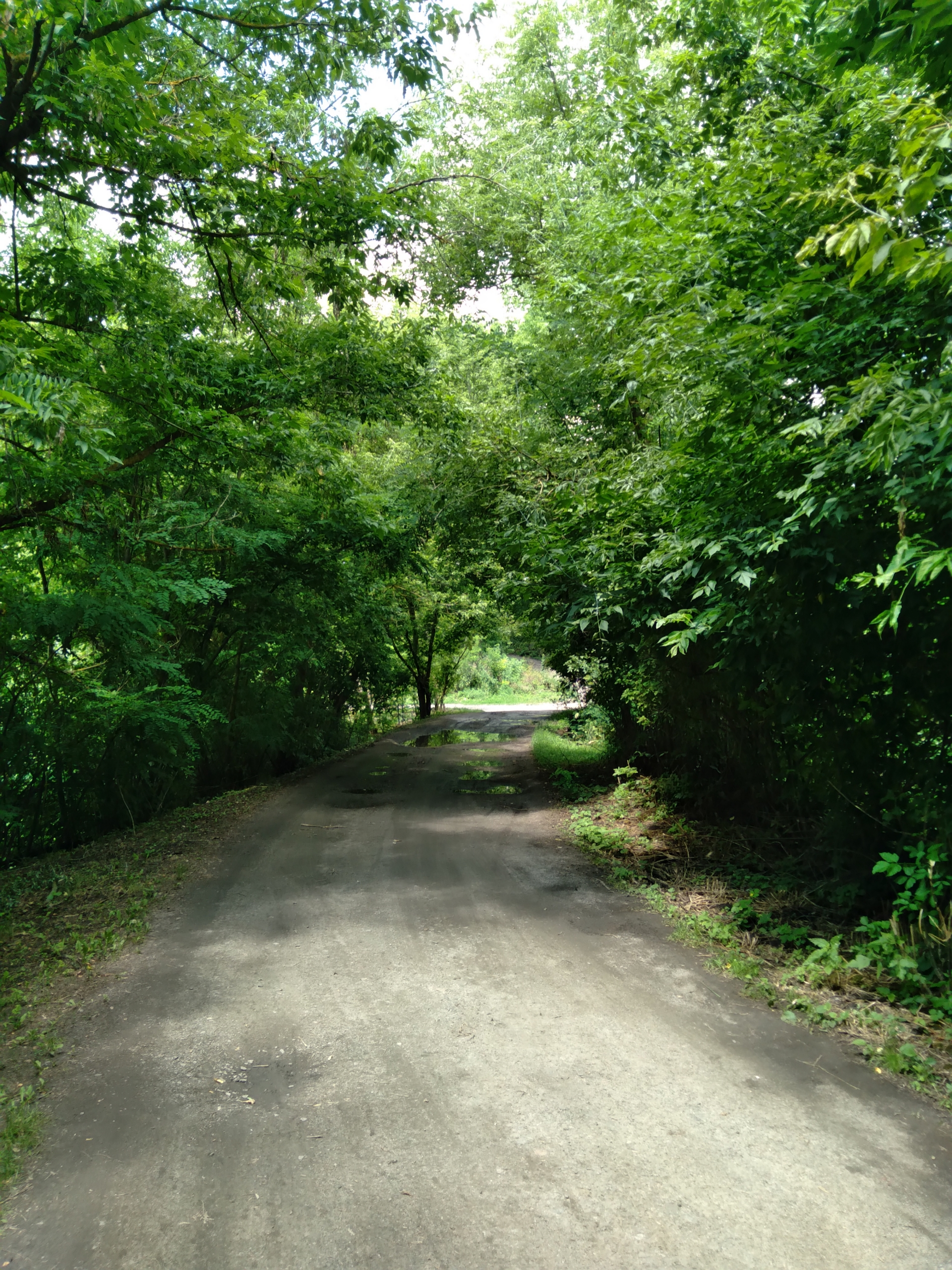
місток через р.Рудку